# Chew Lips
Chew Lips, le plus souvent typographié CHEW LiPS, est un trio musical d'electropop et dance-pop anglais, originaire de la banlieue Est de Londres et dont la formation remonte à 2008.

## Membres
- Tigs - Chanteuse principale
- James Watkins - Multi-instruments

### Anciens Membres
- Will Sanderson - Multi-instruments

## Discographie

### Album Studio
- 2010 : Unicorn[1] (Kitsuné)

1. "Eight" - 3:08
2. "Play Together" - 2:37
3. "Slick" - 4:36
4. "Karen" - 3:31
5. "Too Much Talking" - 3:52
6. "Toro" - 2:48
7. "Two Years" - 2:43
8. "Seven" - 3:17
9. "Two Hands" - 2:38
10. "Gold Key" - 3:27
11. "Piano Song" - 2:13

### Singles et EPs
- "Solo" (Janvier 2009, Kitsuné)
- "Salt Air" (6 juillet 2009, Kitsuné)
- "Play Together" (18 janvier 2010, Family)
- "Karen" 28 mars 2010, Family)